# Raymond Fol
Raymond Fol, né le 28 avril 1928 dans le  16e arrondissement de Paris, et mort le 1er mai 1979 à Boulogne-Billancourt, était un pianiste, compositeur et improvisateur de jazz français. Il est connu, entre autres, pour avoir enregistré une version jazz des 4 Saisons de Vivaldi (voir discographie).

## Discographie
- 1965 : Vivaldi : Les 4 Saisons "in Jazz" (Philips) avec Raymond Fol (piano, arrangements et direction), Jacques Noureddine (Alto Saxophone, Bass Clarinet), Denis Fournier (Alto Saxophone, clarinette), Jean-Louis Chautemps, Pierre Gossez (Baritone Saxophone), Camille Verdier (Bass Trombone), Jimmy Woode (contrebasse), Arthur Taylor (percussions), Michel Plockyn, Raymond Guy (Flute), Pierre Dumont (French Horn), Pierre Cullaz (Guitare), Armand Cavallaro, Georges Lalue, Jean-Louis Viale (section rythmique), Johnny Griffin (Tenor Saxophone), Dominique Chanson, Georges Grenu (Tenor Saxophone, Clarinet ), Charles Verstraete, Christian Guizien, Raymond Katarzynsky (Trombone), Fred Gérard, Ivan Jullien, Maurice Thomas, Michel Poli, Roger Guérin (Trumpet), Fats Sadi Lallemant (Vibraphone, Bongos)

- 1970 : Piano (RCA Victor) avec Raymond Fol au piano (solo)

- 1971 : Jazz Piano Solo/Raymond Fol n°2 (RCA Victor) avec Raymond Fol au piano (solo)

- 1975 : Echoes of Harlem (Cherokee) avec Raymond Fol au piano (solo)

- 1977 : Duke's Mood (Blue Star) avec Raymond Fol au piano, Michel Gaudry à la contrebasse et Sam Woodyard à la batterie. Un album de reprises des compositions de Duke Ellington

- 1984 : The Sky Was Blue (Chorus) avec Raymond Fol au piano, Michel Gaudry à la contrebasse et Sam Woodyard à la batterie.